# Polioptila nigriceps
Polioptila nigriceps là một loài chim trong họ Polioptilidae.